# I'm so lonesome I could cry
I'm so lonesome I could cry is een countrynummer dat geschreven is door de Amerikaanse zanger Hank Williams. In 1949 was hij de eerste die het nummer opnam. Het liedje kwam op 8 november 1949 uit als achterkant van het nummer My bucket's got a hole in it, dat de tweede plaats haalde in de hitlijst ‘Best Selling Retail Folk Records’, een van de voorlopers van de Hot Country Songs, de Amerikaanse countryhitparade.
Het nummer is sindsdien door veel andere artiesten op de plaat gezet. De meest succesvolle versie was die van B.J. Thomas, die er in 1966 een achtste plaats in de Billboard Hot 100, de algemene hitparade, mee haalde.
De ik-figuur loopt door de nacht, hoort de zang van een whippoorwill en het gedender van een nachttrein, ziet de maan achter de wolken verdwijnen en voelt zich zo eenzaam dat hij wel kan huilen. Pas in het laatste couplet blijkt waarom hij zich zo eenzaam voelt, als hij zich afvraagt waar ‘jij’ bent.

## Versie van Hank Williams
Het nummer werd opgenomen in de E.T Herzog Recording Studios in Cincinnati op 30 augustus 1949. Williams werd begeleid door Jerry Byrd (steelgitaar), Zeke Turner (sologitaar), Louis Innis (slaggitaar), Tommy Jackson (viool) en Ernie Newton (contrabas).
In 1966 werd de versie van Hank Williams opnieuw uitgebracht, nu gekoppeld met You win again (MGM K 13489). I'm so lonesome I could cry dook even op in de Hot Country Singles (op dat moment de naam van de countryhitparade) met een 43e plaats.
De versie van Hank Williams staat op nummer 112 in de lijst The 500 Greatest Songs of All Time van het muziektijdschrift Rolling Stone. Elvis Presley, die het nummer enkele malen live zong (onder andere in de tv-show Aloha from Hawaii van 1973), introduceerde het doorgaans met de woorden: ‘I'd like to sing a song that's... probably the saddest song I've ever heard’ (‘Ik zou graag een liedje willen zingen dat... vermoedelijk het droevigste liedje is dat ik ooit heb gehoord’).

## Andere versies
Behalve door B.J. Thomas is het nummer onder andere ook opgenomen door de volgende artiesten:
- Het werd het eerste liedje van Sarah Bettens (Sam Bettens) in 1993. Deze cover betekende haar doorbraak.
- De Americanfootballspeler en televisiepresentator Terry Bradshaw is ook een succesvol zanger. Zijn versie van I'm so lonesome I could cry[9] haalde in 1976 de 17e plaats in de Hot Country Singles en de 91e in de Billboard Hot 100.
- Glen Campbell zette het nummer op zijn album I remember Hank Williams uit 1973.[10]
- Johnny Cash nam het nummer twee maal op, eerst voor het album Now, there was a song! van 1960,[11] later voor zijn laatste album American IV: The man comes around van 2002.
- Kasey Chambers nam het nummer op voor haar album Storybook uit 2011.[12]
- The Cowboy Junkies zetten het nummer in 1988 op hun album The Trinity Session.[13]
- The Everly Brothers namen het nummer op voor hun album The Everly Brothers sing great country hits van 1963.[14]
- Al Green nam het nummer op voor zijn album Call me van 1973.
- Frank Ifield bracht het nummer in 1965 uit als single.[15] De plaat werd geen succes.
- Waylon Jennings nam het nummer in 1992 op voor zijn album Ol' Waylon sings ol' Hank, gevuld met nummers van Hank Williams.[16] Het album werd in 2006 opnieuw uitgebracht onder de titel Waylon sings Hank Williams.
- Jerry Lee Lewis zette het nummer in 1969 op het album Jerry Lee Lewis sings the Country Music Hall of Fame hits, Vol. 1.[17] In 1982 kwam het nummer uit als single. Het haalde de 43e plaats in de Hot Country Singles.
- Little Richard nam het nummer op voor zijn album King of rock and roll.[18]
- Dean Martin had het nummer op zijn repertoire. Het staat op diverse albums. Het oudste daarvan is Country style uit 1963.[19]
- Roy Orbison zette het nummer op zijn album Hank Williams the Roy Orbison way van 1970.[20]
- Elvis Presley heeft nooit een studioversie van het nummer opgenomen, maar de versie die hij live zong tijdens Aloha from Hawaii staat op het dubbelabum Aloha from Hawaii via satellite uit 1973.[21] Het album haalde de eerste plaats in de Billboard 200, de Amerikaanse hitlijst voor albums.
- Marty Robbins zette het nummer op zijn album The song of Robbins uit 1957.[22]
- Leon Russell nam het nummer onder de naam Hank Wilson op voor het album Hank Wilson’s Back Vol. 1 uit 1973.[23] Het nummer kwam ook uit als single; deze haalde de 78e plaats in de Billboard Hot 100.
- Johnny Tillotson nam het nummer op voor zijn album It keeps right on a-hurtin’ uit 1962.[24] I'm so lonesome I could cry kwam ook uit op single en haalde de 89e plaats in de Billboard Hot 100.
- Tommy James and the Shondells zetten het nummer op hun album It’s only love uit 1967.[25]
- Volbeat nam het nummer in 2008 op voor het album Guitar gangsters & Cadillac blood.
- John Waite nam het nummer in 1995 op voor het album Temple Bar.[26]
- Andy Williams zette het nummer op de achterkant van zijn single The village of St. Bernadette uit 1959.[27]

B.J. Thomas en Terry Bradshaw namen een album op onder de naam I'm so lonesome I could cry, waar het nummer ook op stond. Ook een verzamelalbum uit 2004 met nummers van Hank Williams draagt die naam.

## Gebruik in films
Het liedje is te horen in de films Alice Doesn't Live Here Anymore van Martin Scorsese uit 1974, The Beverly Hillbillies van Ian Bryce en Penelope Spheeris uit 1993 en Zombieland van Gavin Polone uit 2009.
Bob Dylan zong het nummer samen met Joan Baez in de documentaire Dont Look Back uit 1967. In de documentaire No Direction Home: Bob Dylan uit 2005 zong Dylan het nummer samen met Johnny Cash.